# Intelsat 707
O Intelsat 707 (também conhecido por IS-707 e Intelsat 7-F7) era um satélite de comunicação geoestacionário construído pela Space Systems/Loral (SSL). Ele esteve localizado na posição orbital de 47,5 graus de longitude oeste, atualmente o satélite encontra-se inativo, ele era de propriedade da Intelsat, empresa sediada atualmente em Luxemburgo. O satélite foi baseado na plataforma LS-1300 e sua vida útil estimada era de 15 anos.

## História
O Intelsat 707 foi posicionado em agosto de 2004 em 1 grau oeste. Onde, ele foi substituído pelo Intelsat 10-02 e o satélite se mudou para sua atual posição.

## Lançamento
O satélite foi lançado com sucesso ao espaço no dia 14 de março de 1996, às 07:11:01 UTC, por meio de um veículo Ariane 44LP a partir da Base de lançamento espacial do Centro Espacial de Kourou, na Guiana Francesa. Ele tinha uma massa de lançamento de 4.175 kg.

## Capacidade e cobertura
O Intelsat 707 era equipado com 26 transponders em banda C e 14 em banda Ku para fornecer radiodifusão, serviços de business-to-home transmissão de TV, telecomunicações, VSATnetworks. Ele estava planejado para ser desativado após 10 de janeiro de 2013. O mesmo inicialmente fazia cobertura da Europa e das Américas com cada transponder com capacidade para 3 canais de televisão e 22.500 circuitos para telefonia, depois o satélite foi estacionado sobre a costa leste do Brasil.